# Liste der Monuments historiques in Trébry
Die Liste der Monuments historiques in Trébry führt die Monuments historiques in der französischen Gemeinde Trébry auf.

## Liste der Bauwerke
| Bezeichnung          | Beschreibung | Standort | Kennzeichnung | Schutzstatus | Datum | Bild           |
| -------------------- | ------------ | -------- | ------------- | ------------ | ----- | -------------- |
| Château de la Touche | Schloss      | (Lage)   | PA00089674    | Inscrit      | 1927  | weitere Bilder |

## Liste der Objekte
- Monuments historiques (Objekte) in Trébry in der Base Palissy des französischen Kultusministeriums